# Stanisław Maniecki
Stanisław Maniecki herbu Sokola (zm. 16 lutego 1779 roku) – podstoli wołyński w latach 1744–1779, poseł na sejm 1748 roku z województwa wołyńskiego.